# Pleurothallis nutans
Pleurothallis nutans är en orkidéart som beskrevs av Rudolf Schlechter. Pleurothallis nutans ingår i släktet Pleurothallis och familjen orkidéer. Inga underarter finns listade i Catalogue of Life.